# Miguel Díaz-Canel
Miguel Mario Díaz-Canel Bermúdez (Santa Clara, Villa Clara, 20 de abril de 1960) es un ingeniero electrónico, docente cubano. Desde el 10 de octubre de 2019 es el presidente de la República de Cuba y desde 2021 se desempeña como primer secretario del Partido Comunista de Cuba. Es el primer mandatario de la isla en nacer después de la Revolución cubana.
Ocupó los cargos de Primer y Segundo Secretario del Comité Provincial de la Unión de Jóvenes Comunistas (UJC) en Villa Clara y de Segundo Secretario del Comité Nacional hasta 1993, año en que fue promovido al trabajo del Partido Comunista de Cuba (PCC) como miembro del Buró Provincial en Villa Clara (1994-2003), cuando fue elegido miembro del Comité Central en el V Congreso. En 2003 fue trasladado como Primer Secretario del PCC en la provincia de Holguín (2003-2009), resultando electo miembro del Buró Político.
Fue además ministro de Educación Superior de 2009 a 2012 y luego vicepresidente del Consejo de Ministros (vice primer ministro) en 2012. Un año después, el 24 de febrero de 2013, fue elegido como primer vicepresidente del Consejo de Estado y del Consejo de Ministros, pasando luego a ser el presidente de los Consejos de Estado y de Ministros desde el 19 de abril de 2018 al 10 de octubre de 2019. Ratificado como miembro del Buró Político en el VI, VII y VIII Congreso del PCC, resultó electo en este último como Primer Secretario del Comité Central.
Tras la salida de Raúl Castro, Díaz-Canel asumió la jefatura del Estado cubano y posteriormente el cargo de primer secretario del Partido Comunista Cubano (PCC), único partido legal en el país. Su ascenso ha generado opiniones mayormente negativas: muchos lo perciben como un dictador, y extensión de la burocracia existente, destinado a perpetuar el sistema político actual de la isla. Díaz-Canel fue reelegido con el 97,66 % de los votos de los diputados en la Asamblea Nacional del Poder Popular (ANPP), el máximo órgano legislativo cubano. No obstante, el proceso de reelección ha sido objeto de críticas, ya que muchos argumentan que en Cuba no existe un verdadero proceso democrático, y que el gobierno encarcela y persigue a los opositores, en particular después de las significativas protestas del 11 de julio de 2021.

## Biografía
Descendiente de españoles de Castropol (Asturias), es oriundo de la ciudad de Santa Clara, en la provincia de Villa Clara, donde nació el 20 de abril de 1960. Es hijo de Aída Bermúdez, maestra, y Miguel Díaz-Canel, trabajador de una cervecería en Manacas.
Graduado como Ingeniero electrónico en 1982 por la Universidad Central "Marta Abreu" de Las Villas, comenzó su carrera como oficial de las Fuerzas Armadas Revolucionarias (FAR) en la Unidad Militar 3875, donde se mantuvo hasta 1985. En abril de dicho año, ingresó como profesor en la Universidad Marta Abreu, donde además ocupó un puesto de responsabilidad en la Unión de Jóvenes Comunistas.
Entre 1987 y 1989 cumplió misión internacionalista en Nicaragua, donde estuvo al frente de la Sección UJC-FAR de las tropas cubanas destacadas allí y después dirigió la representación de la Unión de Jóvenes Comunistas cubanos en ese país. Al regresar, se integró como dirigente de la Unión de Jóvenes Comunistas (UJC) en la provincia de Villa Clara. Nombrado miembro del Comité Nacional de la UJC y posteriormente en 1991 como miembro del Comité Central del Partido Comunista de Cuba, fue designado segundo secretario del Comité Nacional de la UJC en 1993.
En 1994 fue nombrado primer secretario del Comité Provincial del Partido en la provincia de Villa Clara. Durante su etapa abrió un centro cultural "El Mejunje" en la ciudad de Santa Clara, conocido por su diversidad de espectáculos. En 2003 fue designado primer secretario del PCC en Holguín y nombrado miembro del Buró Político del Partido Comunista de Cuba a propuesta de Raúl Castro.
En mayo de 2009 fue designado por el presidente como ministro de Educación Superior. En marzo de 2012 culminó sus funciones como ministro y sucedió a José Ramón Fernández Álvarez como vicepresidente del Consejo de Ministros de las áreas de educación, ciencia, cultura y deporte.

### Primer vicepresidente
El 24 de febrero de 2013 fue designado primer vicepresidente del Consejos de Estado y de Ministros de la República de Cuba, en sustitución de José Ramón Machado Ventura, histórico dirigente partidista cubano, quien había cedido su puesto «en favor de la promoción de la nueva generación».

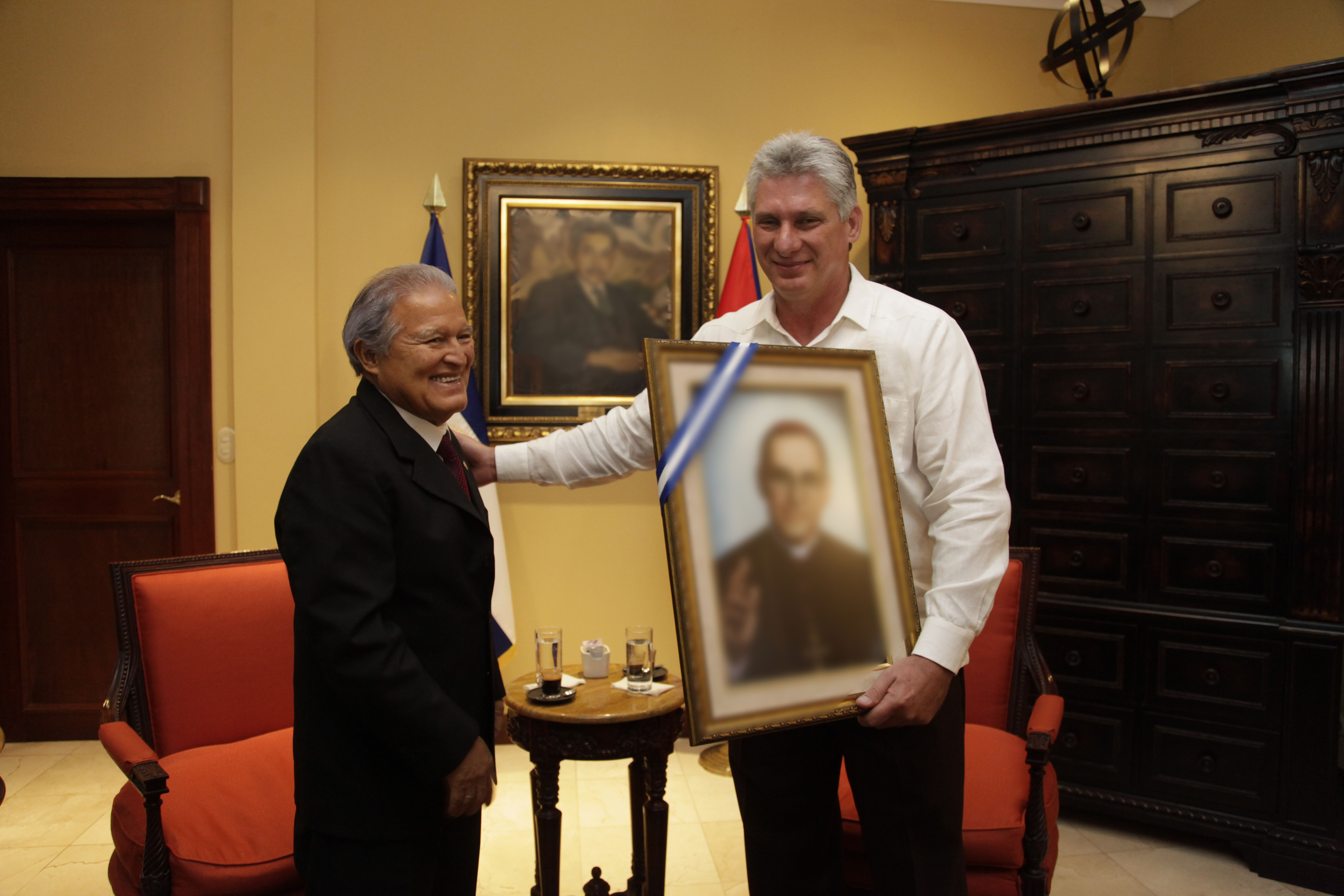
Salvador Sánchez Ceren, ex Presidente de El Salvador, recibe al Vicepresidente de Cuba, Miguel Díaz Canel. El mandatario salvadoreño obsequió a Díaz-Canel un cuadro con la imagen de Monseñor Romero.

Como número dos del gobierno cubano, fue considerado durante el tiempo que ejerció ese cargo como el posible sucesor de Raúl Castro.

### Presidente
Fue nombrado presidente del Consejos de Estado y de Ministros de la República de Cuba el 19 de abril de 2018, cuando se constituyó la IX Legislatura de la Asamblea Nacional de Cuba para el período 2018-2023. Castro dejó los cargos de presidente de los Consejos de Estado y de Ministros de Cuba en 2018, aunque retuvo la posición de primer secretario del Partido Comunista de Cuba.
El proceso de elección tomó dos días. En el primero, el 18, fue presentada y votada por grupo de diputados de una lista, para conformar el Consejo de Estado encabezada por Díaz-Canel como presidente y Salvador Valdés Mesa como vicepresidente. El 19 fueron anunciados los resultados y posesionados los nuevos funcionarios nombrados entre los diputados electos en los comicios 2017-2018.
En su primer discurso como presidente, Díaz-Canel declaró su intención de continuar con la Revolución: «La política exterior cubana se mantendrá inalterable y Cuba no hará concesiones ni aceptará condicionamientos» y que Raúl Castro «encabezará las decisiones para el presente y futuro de la nación».
En 2018 Raúl Castro promovió el proyecto de una nueva Constitución cubana, de la que ya se realizaban estudios previos. Díaz-Canel formó parte de la comisión redactora de dicha constitución, junto a otros 31 diputados de la Asamblea Nacional seleccionados por esta. Posteriormente el proyecto de la misma fue discutido por la población cubana en centros laborales, educacionales y los barrios. Este proceso de discusión derivó en cambios en un 60 % del articulado de la nueva constitución, que por primera vez define a Cuba como un "estado socialista de derecho", y al Partido Comunista de Cuba, como el guía de la sociedad, así como la aspiración de construir una sociedad comunista, mientras reconoce la propiedad privada como parte de la economía, pero mantiene la propiedad estatal socialista como la principal.
El 10 de octubre del 2019, Díaz Canel fue nombrado como Presidente de la República de Cuba por la Asamblea Nacional del Poder Popular, de Cuba por un mandato de 5 años reelegible por única vez, según la nueva Constitución de 2019.
En 2021 se convierte en primer secretario del Partido Comunista de Cuba, en reemplazo de Raúl Castro.
Díaz-Canel ha manifestado su apoyo al matrimonio entre personas del mismo sexo. Su gobierno respaldó la opción "Sí" en el referéndum de Cuba 2022 sobre el nuevo Código de las Familias, opción que fue votada por la mayoría y legalizó el matrimonio igualitario, la adopción entre personas del mismo sexo y la gestación subrogada no comercial.

### Segundo mandato
El 13 de octubre de 2023, Miguel Díaz-Canel fue reelegido en un proceso, ampliamente cuestionado, con el 97,66 % para un segundo mandato de cinco años como líder de Cuba. Este hecho marca 65 años de control absoluto del Partido Comunista de Cuba sobre la administración política del país. La estructura de esta elección fue influenciada en gran medida por el diseño dejado por Raúl Castro, el predecesor y mentor de Díaz-Canel. De los 462 diputados presentes en el Palacio de las Convenciones de La Habana, 459 expresaron su apoyo al presidente. Previo a la votación, los diputados revisaron la biografía oficial del dirigente. En sus palabras post-electorales, este afirmó que representaría los "intereses de la mayoría".
Aunque Fidel y Raúl Castro ya no están en el liderazgo directo, su legado y influencia continúan siendo palpables en la política cubana. Raúl Castro se mantiene como una figura importante en las decisiones y operaciones del país. En este contexto, también se llevó a cabo una renovación de otros cargos, incluyendo la vicepresidencia y la posición del primer ministro. Voces críticas han señalado la falta de incertidumbre en los resultados electorales como indicativo de una democracia limitada o inexistente. Manuel Cuesta Morúa, un notable opositor, ha expresado preocupaciones sobre el proceso democrático en Cuba a raíz de esta elección.
Además de los graves problemas políticos, Cuba enfrenta serios problemas socioeconómicos. Tras los eventos del 11 de julio de 2021, se ha informado de un notable aumento en el número de prisioneros políticos en el país. Además, una crisis migratoria significativa se ha desarrollado, con estimaciones que sugieren que medio millón de cubanos han buscado emigrar. La situación se agrava por una crisis energética emergente. Ha habido informes de largas colas en las estaciones de gasolina y racionamiento de combustible. Díaz-Canel ha culpado a los aliados internacionales por no cumplir con los suministros de combustible prometidos, específicamente mencionando a Venezuela y Rusia como puntos centrales en esta situación.
La nación ha estado lidiando con una crisis económica intensa, manifestándose en la falta de alimentos, medicamentos y combustible, una parcial dolarización de la economía, devaluación del peso cubano, cortes de electricidad regulares y una inflación preocupante. Factores como la pandemia, las sanciones por parte de Estados Unidos han sido usadas por el régimen para justificar la crisis, sin embargo, decisiones de política económica interna han contribuido a esta situación, impulsando la emigración y el malestar social. Alejandro Gil, quien fuera ministro de Economía, señaló las dificultades para "estabilizar la situación macroeconómica", haciendo énfasis en los desafíos que enfrentan las exportaciones y la producción nacional.
Se ha registrado un notable incremento en la inflación. Según la Oficina Nacional de Estadística e Información, la tasa interanual en 2022 fue del 39.07 %. Sin embargo, algunas estimaciones sugieren que la inflación en el mercado informal pudo haber alcanzado hasta el 500 % en 2021, agravándose en los años siguientes. Las tensiones socioeconómicas también han provocado protestas. El 7 de mayo de 2023, en Caimanera, cerca de la base naval de Guantánamo, ciudadanos protestaron expresando su descontento y demandando libertad. Estas manifestaciones fueron respondidas con acciones represivas por las autoridades, resultando en múltiples detenciones.
Organizaciones como el Observatorio Cubano de Derechos Humanos condenaron la represión y llamaron a respetar el derecho universalmente reconocido de los ciudadanos a manifestarse pacíficamente.

## Presidencia
Desde su llegada a la presidencia del país, y en pleno auge a partir de 2021, bajo la administración de Miguel Díaz-Canel, se han registrado múltiples incidentes de represión contra disidentes y la ciudadanía en general. De acuerdo con un informe del Observatorio Cubano de Derechos Humanos (OCDH), en septiembre de 2023 se documentaron más de 300 acciones represivas. El OCDH destacó la ejecución de al menos 318 actos considerados violentos, que incluyen 88 casos de detenciones arbitrarias y 230 situaciones clasificadas como otros tipos de abusos. Las violaciones reportadas abarcaron un amplio espectro de acciones represivas, como el asedio a domicilios de opositores, especialmente aquellos vinculados a la defensa de derechos humanos, maltratos a prisioneros políticos, cortes en servicios de telecomunicaciones y amenazas, acoso e intimidación moral y psicológicas, multas y citaciones policiales.
El informe del OCDH expresó una profunda preocupación por la situación de los derechos humanos en Cuba, señalando la falta de una respuesta internacional adecuada ante las acciones del gobierno cubano. Además, hizo un llamado a la comunidad internacional a reconsiderar la aspiración de la isla de obtener un asiento en el Consejo de Derechos Humanos de las Naciones Unidas. También se mencionó la anticipada visita a Cuba del representante especial para los derechos humanos de la Unión Europea, Eamon Gilmore. Además de los actos represivos, el informe señala que Cuba enfrenta una crisis generalizada, caracterizada por la escasez de alimentos y combustible, apagones frecuentes, pobreza y falta de mano de obra. Estos problemas están afectando severamente a la población cubana y limitando el crecimiento del país.
En respuesta a las crecientes manifestaciones sociales, el gobierno de Miguel Díaz-Canel ha optado por intensificar las medidas represivas, utilizando la fuerza y la censura para combatir las críticas a su gestión. Estas acciones han generado una creciente preocupación tanto a nivel nacional como internacional.

### Política exterior
Apoyó a Rusia en la invasión rusa de Ucrania de 2022.

#### Díaz-Canel en la Asamblea General de las Naciones Unidas de 2023
Díaz-Canel aterrizó en Nueva York en su segunda visita a los Estados Unidos para participar en la Asamblea General de las Naciones Unidas. Antes de esta visita, fue el anfitrión de una cumbre en La Habana del G-77+China. El presidente cubano, quien viajó acompañado de su esposa, Lis Cuesta Pereza, y otros funcionarios gubernamentales, comenzó su agenda con una reunión privada con la representante estadounidense Barbara Lee, quien ha apoyado la normalización de las relaciones con Cuba. También ofreció un discurso en un foro político sobre desarrollo sostenible de la ONU, y participó en debates sobre cobertura de salud universal y sostenibilidad de la deuda, entre otros temas.
Durante una sesión del debate general de la Asamblea General de las Naciones Unidas, Miguel Díaz-Canel arremetió contra las sanciones económicas de los Estados Unidos contra Cuba, calificándolas de "guerra económica despiadada". A pesar de su apoyo público a la invasión rusa de Ucrania, el líder cubano no mencionó a Rusia en su discurso. Como presidente temporal del G-77+China, se espera que Díaz-Canel promueva las políticas a largo plazo de Cuba en la ONU.
Rodolfo Benítez Verson, del Ministerio de Relaciones Exteriores de Cuba, expresó que "se espera que otros países aboguen por el levantamiento del embargo estadounidense a Cuba".
La visita de Díaz-Canel ha sido criticada por exiliados cubanos y activistas, señalando que el gobierno cubano tiene la cifra más alta de prisioneros políticos en el hemisferio occidental. Organizaciones pro derechos humanos en Cuba han organizado protestas y eventos para denunciar la situación en la isla. Durante su visita el presidente cubano también mantuvo encuentros al margen de la agenda oficial de la ONU. En su anterior viaje a EE. UU. en 2018, se reunió con representantes de empresas estadounidenses y políticos y participó en eventos en la embajada cubana en Washington.

## Vida personal
Tuvo dos hijos con su primera esposa, Marta Villanueva. Está casado con Lis Cuesta Peraza, una profesora universitaria y funcionaria de la agencia turística cultural Paradiso.[cita requerida]